# Lobdeburg (Adelsgeschlecht)

Wappen derer von Lobdeburg (Hartmannischer Stamm)

Wappen derer von Lobdeburg (Ottonischer Stamm)

Die Herren von Lobdeburg (früher Lobeda bei Jena, heute Stadtteil) waren ein von den Herren von Auhausen an der Wörnitz im Nördlinger Ries stammendes Adelsgeschlecht, das im 12. Jahrhundert im östlichen Thüringen eine reichsunmittelbare Herrschaft begründete.

## Geschichte
Auhausen an der Wörnitz wird urkundlich erstmals im Jahre 959 erwähnt, als Otto I. am 12. Juni seinem Getreuen Hartmann das zuvor einem Ernst gerichtlich entzogene Eigengut in Auhausen und Westheim schenkt. Das edelfreie Geschlecht (nobiles) der Herren von Auhausen und die u. a. von ihnen abstammenden „von Alerheim“ hatten zahlreiche Nachkommensäste. Ein späterer Hartmann von Auhausen erscheint urkundlich im Februar 1133 als Zeuge des Naumburger Bischofs im Saaletal. Hier begründeten er, seine drei Söhne und die Enkel die Dynastie der Lobedeburger mit neuem Stammsitz in und später oberhalb Jena-Lobeda. Den Stammsitz Auhausen schenkte Hartmann zwischen 1129 und 1133 bis auf Gütersplitter dem dort von ihm neu gegründeten Kloster.

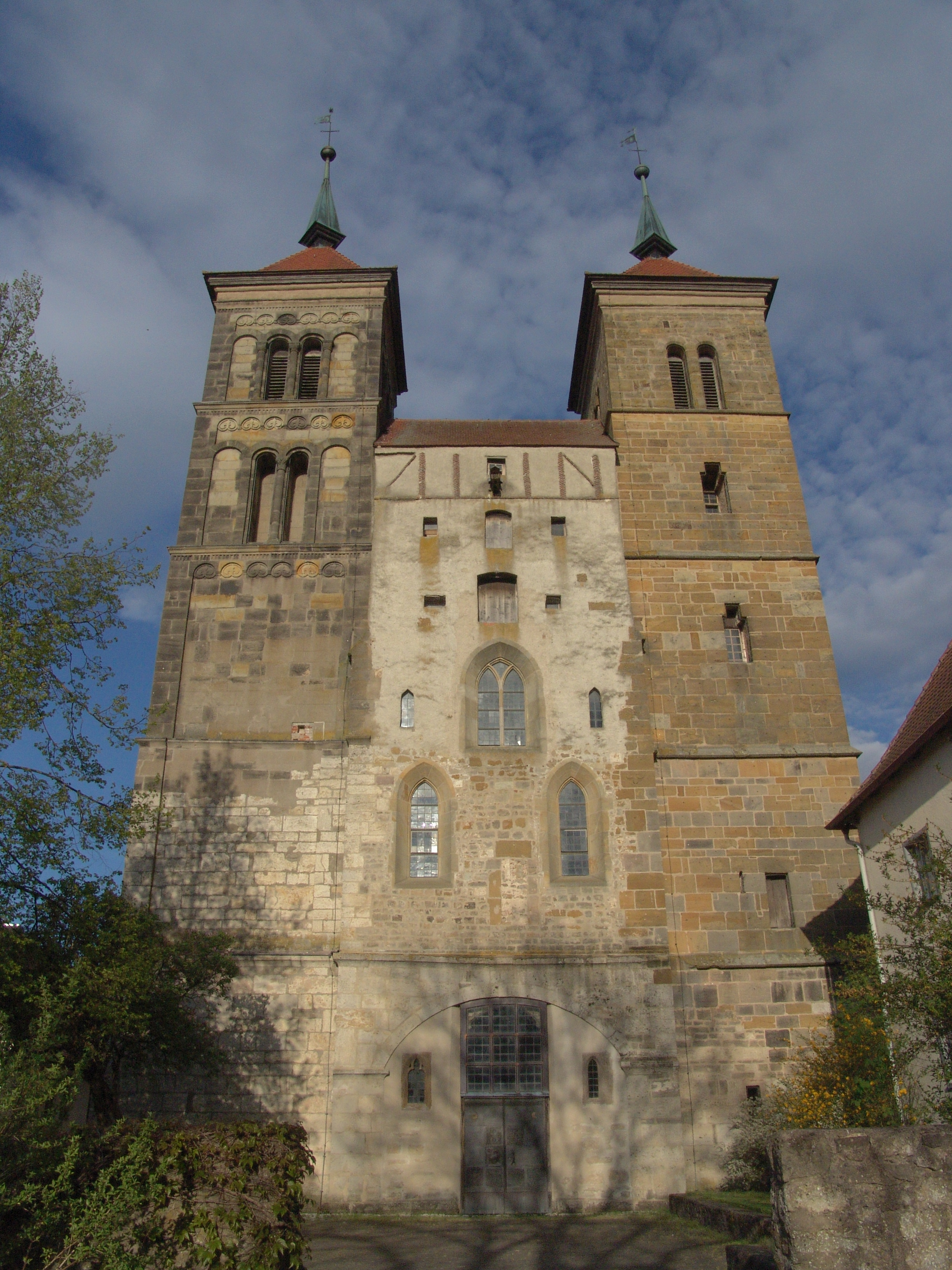
Ehem. Klosterkirche St. Maria in Auhausen
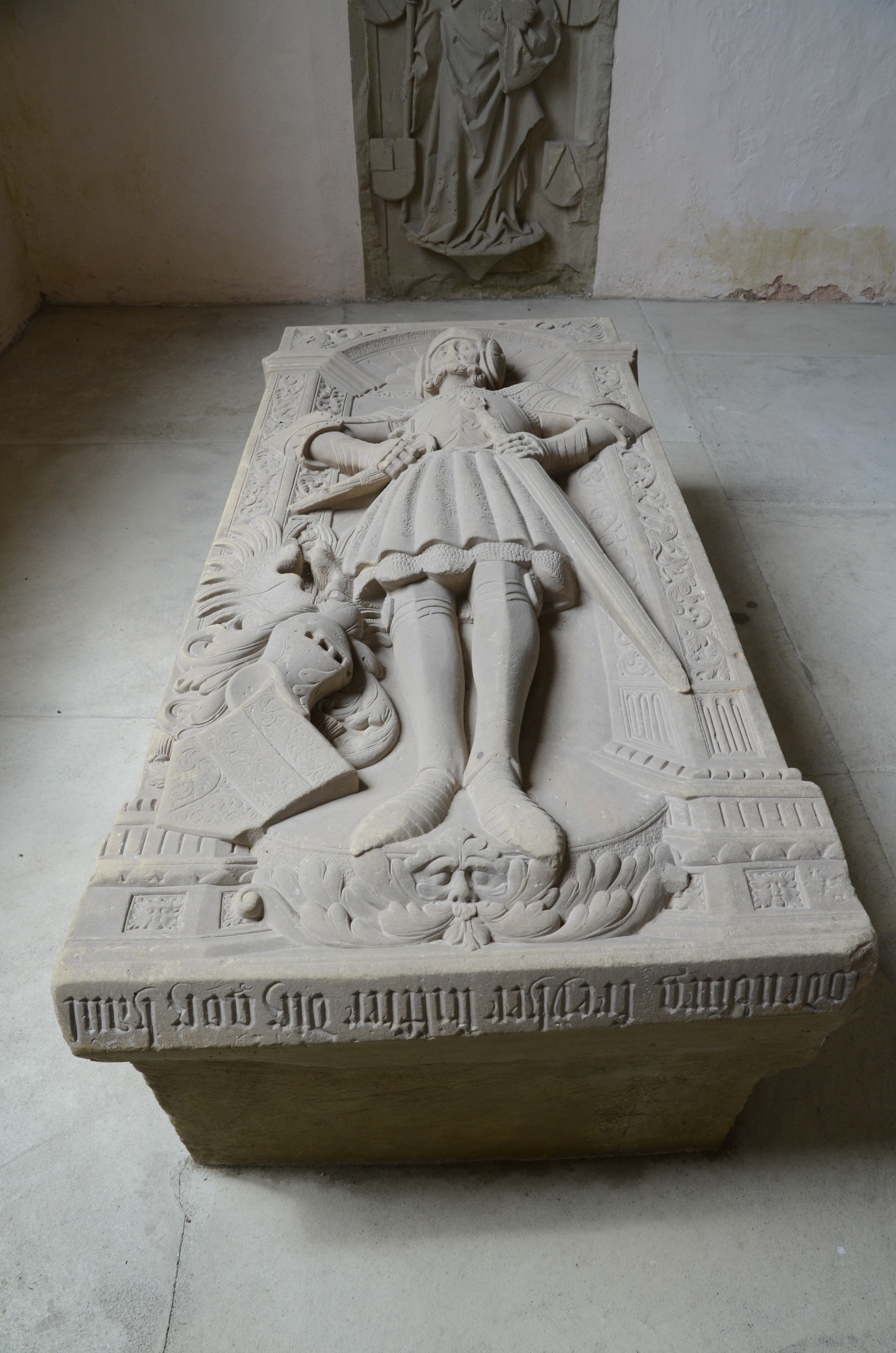
Grabmal des Hartmann von Lobdeburg in der Klosterkirche Auhausen
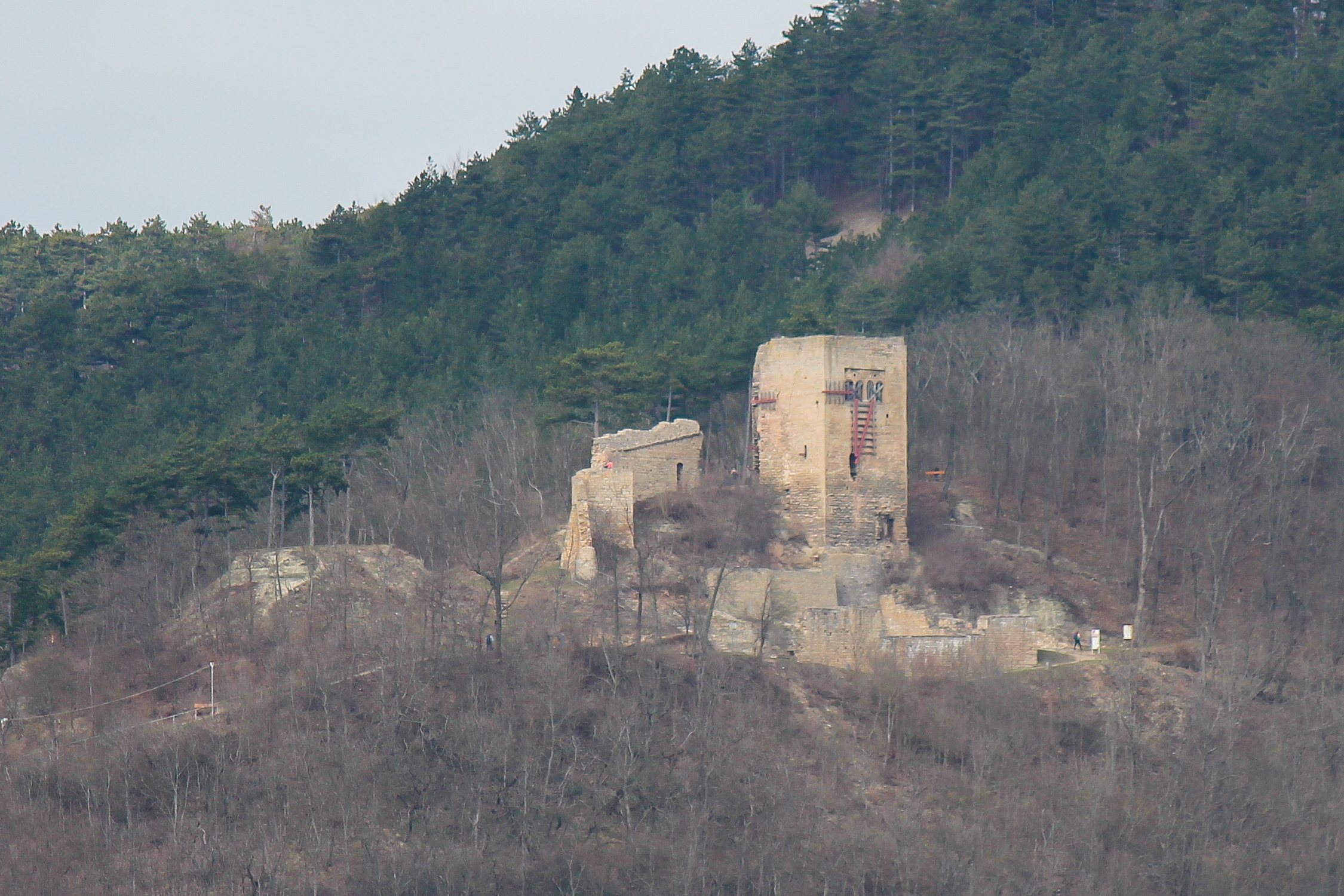
Lobdeburg bei Jena-Lobeda

Das Geschlecht etablierte sich im 12. Jahrhundert im Zuge des Landesausbaus am Limes Sorabicus im östlichen Thüringen und ist hier 1166, ansässig in Camburg an der Saale, nachweisbar. 1129 war ein Hartmann von Alerheim, ein Bruder des Hartmann von Auhausen, Zeuge in einer Urkunde. Dieser Hartmann von Auhausen (1133 genannt) errichtete vermutlich seinen Wohnsitz auf der Lobdeburg, zunächst als freier Herr, und baute im 12. Jahrhundert zwischen Saale und Weiße Elster eine Grundherrschaft auf, die 1300 bis in das Gebiet von Triptis reichte. Das Geschlecht teilte sich später in mehrere Linien unterschiedlichen Ranges.
Erstmals wurden 1156 ein Albert von Louede und 1166 die Lobdeburg urkundlich genannt.
Anno 1192 nennt Graf Sifrid von Orlamünde den Adelbertus de Lovede seinen Ministerialen („Ministerialis meus“).
Die Lobdeburger bauten die Siedlungen Elsterberg, Jena, Lobeda, Lobenstein, Kahla, Roda, Saalburg und Schleiz im Siedlungsgebiet der Sorben zu Städten aus, gründete die Leuchtenburg bei Kahla sowie die Burg in Arnshaugk bei Neustadt an der Orla (mit der Burg Arnshaugk) und als neues Hauskloster und Grablege das Kloster Roda in Stadtroda (1248). Sie waren am Landesausbau und der Christianisierung in Ostthüringen maßgeblich beteiligt. Zwischen 1173 und 1254 stellten sie einen Fürstbischof von Speyer und zwei Fürstbischöfe von Würzburg.
Im 13. Jahrhundert teilten sie sich in verschiedene Linien auf, u. a.:

### Linie Lobdeburg-Arnshaugk (1252–1289)
- Lobdeburg-Arnshaugk (siehe Burg Arnshaugk), erloschen 1290, dann über die Witwe Elisabeth von Lobdeburg-Arnshaugk (ca. 1262–1331) an Albrecht II. von Meißen, Landgraf von Thüringen gekommen.

### Linie Lobdeburg-Burgau (Jena) (1221–1251 / 1255–1303)
- Lobdeburg-Burgau (siehe Burgruine Burgau), in der Mitte des 14. Jahrhunderts im Namensträgerstamm erloschen.
- Die Linie Lobdeburg-Burgau besaß, anders als die anderen Linien, keinen Anteil an der Ortschaft Jena.[2]

### Linie Lobdeburg-Elsterberg (1252–1394)
- Herman, der jüngere Bruder Otto´s von Arnshaug, gründete die Linie Elsterberg und scheint da auch seinen Wohnsitz aufgeschlagen zu haben, wenigstens stellt er im Jahre 1273 eine Urkunde auf Elsterberg aus (Nr. 104).[2]
- Lobdeburg-Elsterberg (siehe Burgruine Elsterberg). Die Herrschaft Elsterberg war eine Enklave im Herrschaftsgebiet der Vögte von Weida, Gera und Plauen und kam, wie große Teile von deren Territorien, als Folge des Vogtländischen Krieges von 1354–57 unter die Lehenshoheit der Wettiner.

### Linie Lobdeburg-Leuchtenburg (1254–1284)
- Herman, der jüngere Bruder Otto´s von Arnshaug, hatte gemeinsam mit seinen Söhnen Hartman und Herman die Leuchtenburg inne.[2]
  - Nur der ältere Bruder Hartman hatte zwei Söhne, Herman und Albert, die ihre Urkunden stets gemeinsam entweder zu Kahla oder auf der Leuchtenburg ausstellten.[2]

Schon 1313 hatten die verschuldeten Lobdeburger die Burg Lobenstein, die Leuchtenburg und die Stadt Kahla an die Grafen von Schwarzburg verpfändet und 1333 verkauft. Um 1314/17 verkauften sie die von ihnen ebenfalls gegründete Herrschaft Schleiz mit der Pflege Saalburg an Heinrich IV., den Älteren, Vogt von Gera. Die Lobdeburger verloren allmählich an politischer Bedeutung und erloschen Mitte des 15. Jahrhunderts im Namensträgerstamm.

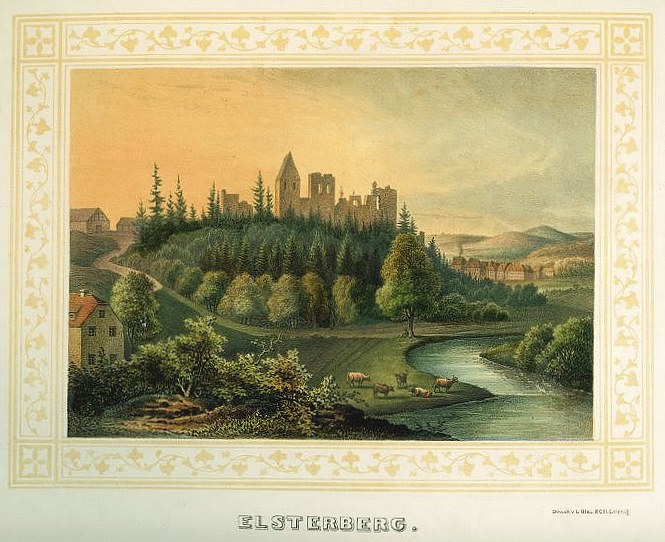
Burgruine Elsterberg
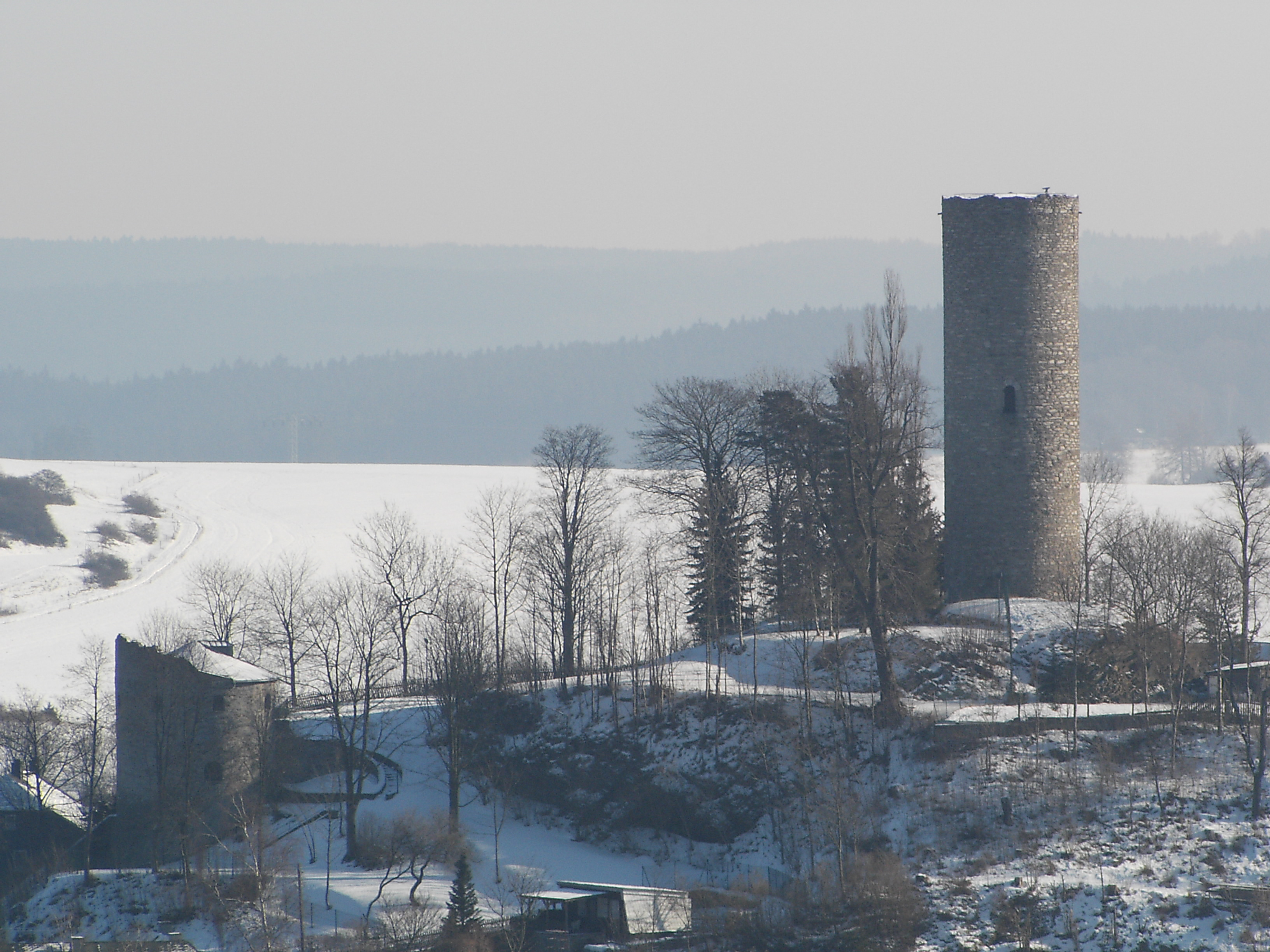
Burgruine Lobenstein
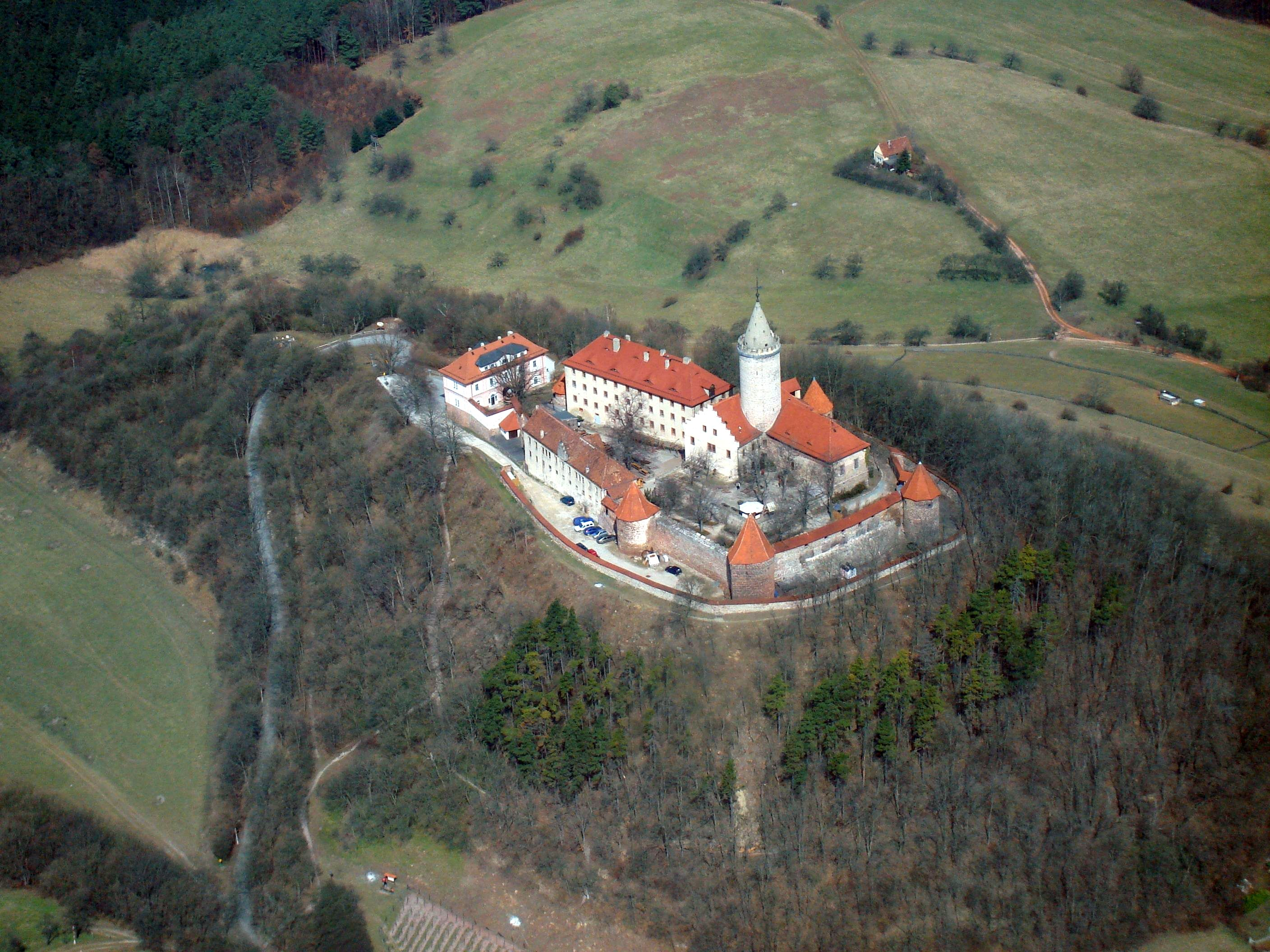
Leuchtenburg
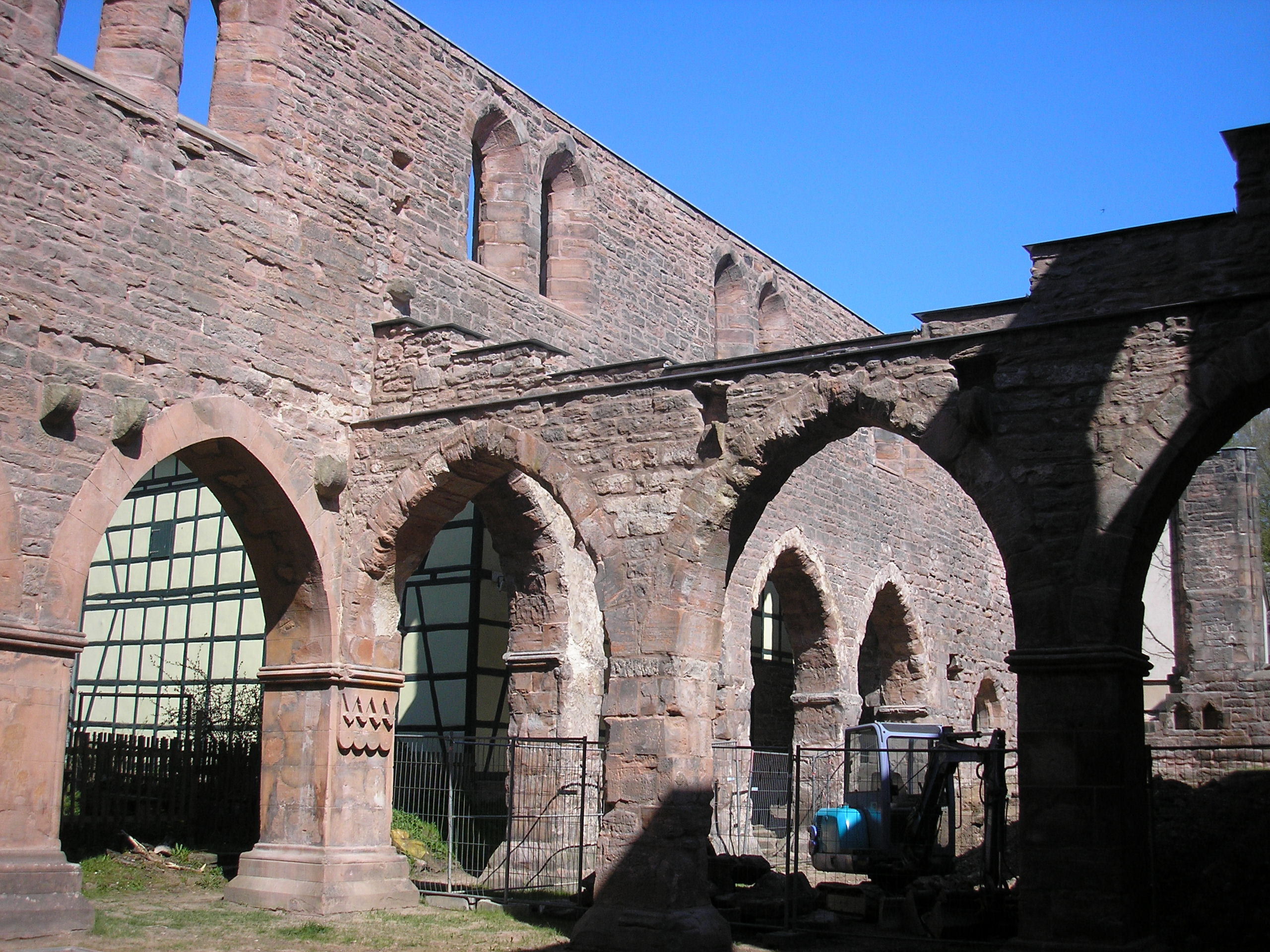
Hauskloster Roda

Nach Verlust der Reichsunmittelbarkeit kamen die Herren von Lobdeburg im 14. Jahrhundert unter die Herrschaft der Markgrafen von Meißen bzw. der Landgrafen von Thüringen und verkauften schrittweise ihren Grund- und Schlossbesitz. 1333 fielen Leuchtenburg, Roda und Kahla an die Grafen von Schwarzburg, 1331 ihr Anteil an Jena an die Landgrafen von Thüringen, nachdem bereits im 13. Jahrhundert Saalburg an die Vögte von Gera gekommen war. 1920 gelangten die Güter an das Land Thüringen und damit 1949 bis 1990 zur Deutschen Demokratischen Republik.
Seit der ersten Hälfte des 14. Jahrhunderts war ein Zweig der Linie Burgau in Böhmen ansässig, erwarb dort Einfluss und umfangreiche Besitzungen. Die böhmische Linie von Bergow erlosch 1458 mit Johann von Bergow (Jan z Bergova) im Adelsstand und Nachkommen wurden bäuerlichen Standes.

## Wappen

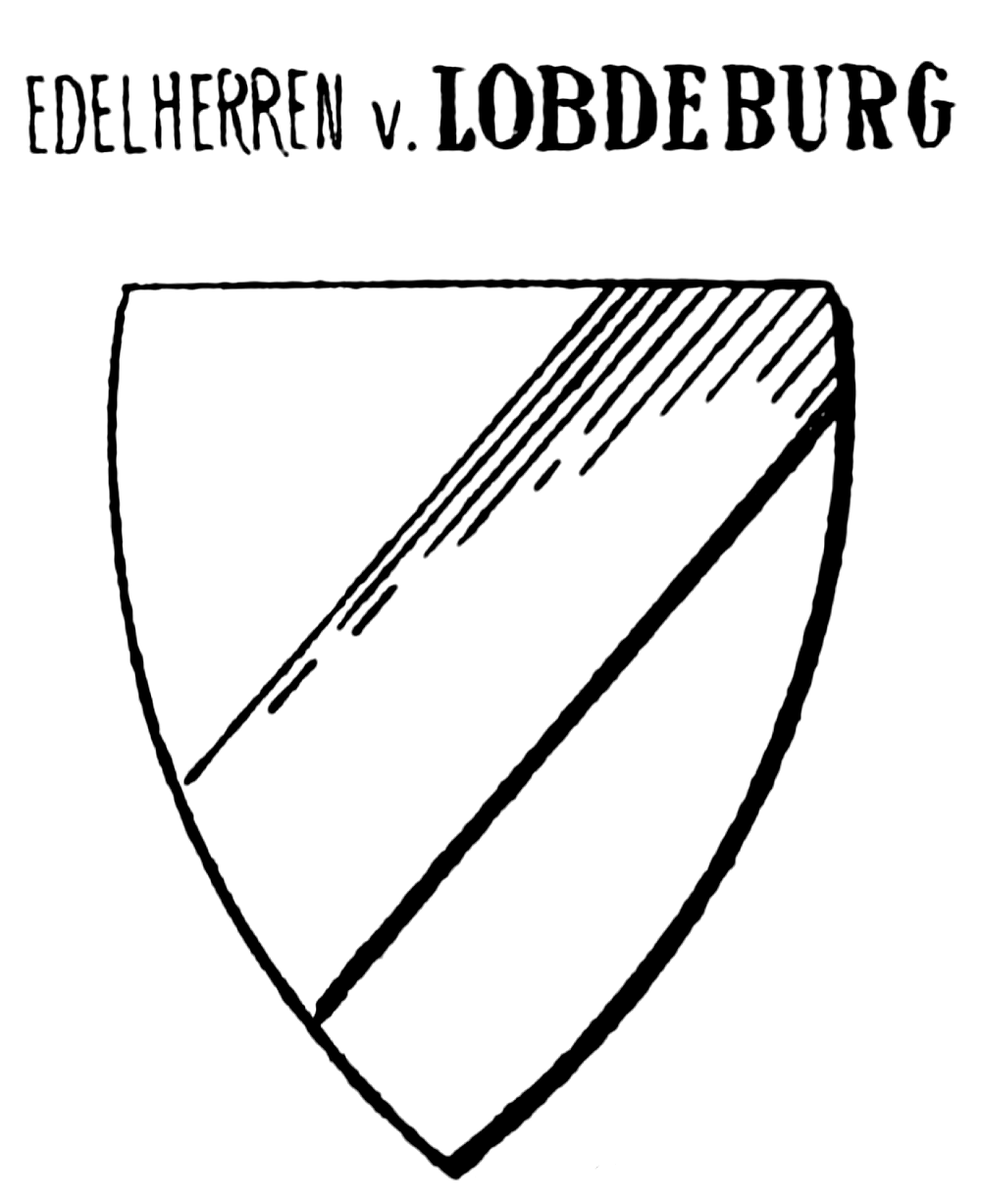
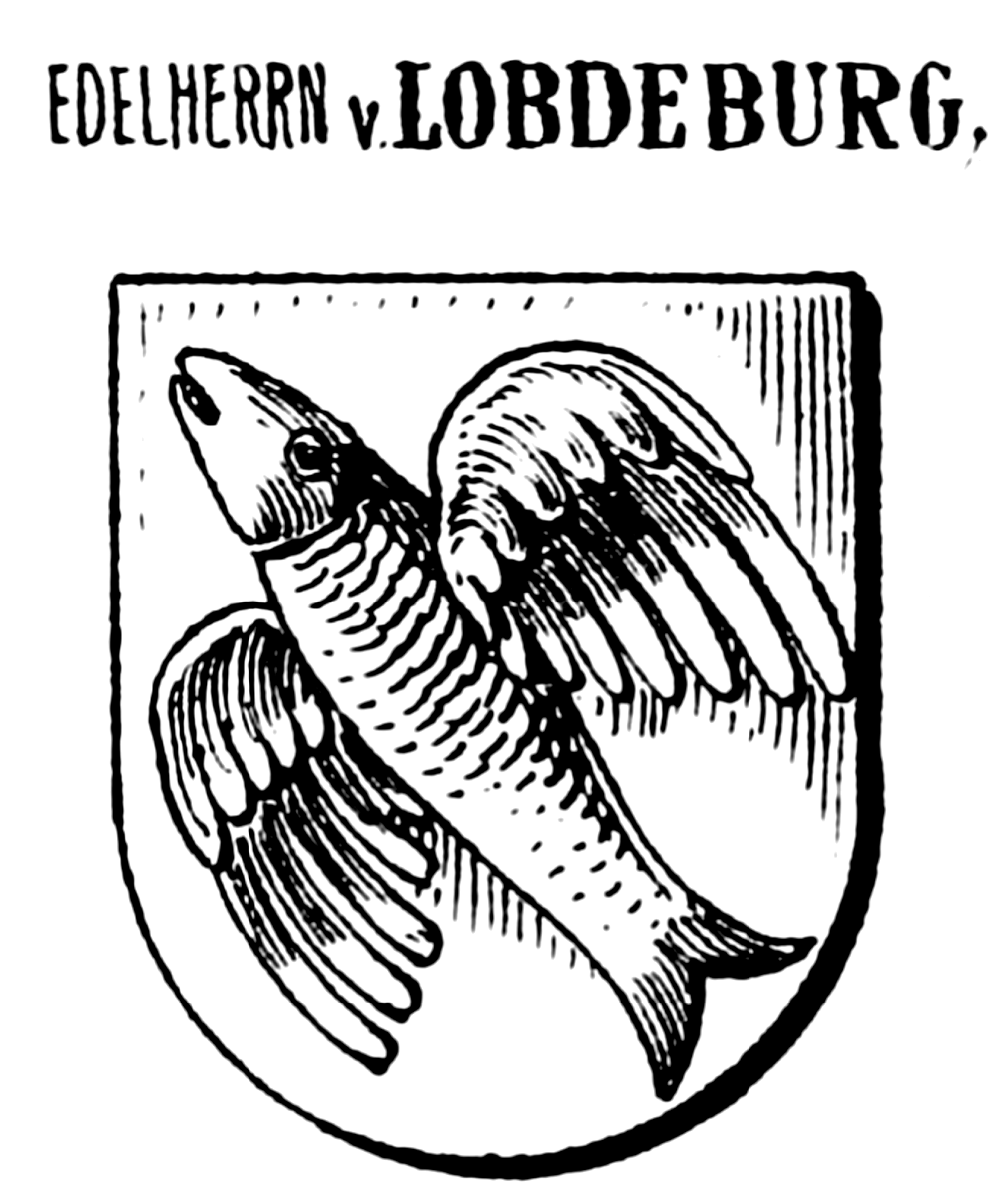

- Ihr Wappen ist das Stammwappen der Herren von Auhausen im Nördlinger Ries und zeigt einen Schrägrechtsbalken, als Helmzier einen Pfau. Später führten die einzelnen Äste und Zweige der Nachkommen verschiedene Wappen. Das Wappen des Hartmannischen Stammes: in Rot ein silberner Schrägbalken. Wappen des Ottonischen Stammes: auf Silber ein roter schräglinks gelegter geflügelter Fisch.
- Das Wappen der Herren von Lobdeburg bestand ursprünglich aus einem meist dreieckigen Schild mit einem weißen Balken im roten Felde.[2]
  - Die Linie Arnshaug und Elsterberg unterschied sich durch einen roten Balken im weißen Felde.
  - Die Linie Burgau hatte dagegen im Schilde und oft auf dem Helm einen geflügelten Fisch, vielleicht wegen der fischreichen Saale, aufgenommen.
  - Später erscheint im Lobdeburgischen Wappen ein geschlossener Helm mit Pfauenfedern besetzt, auf beiden Seiten je ein kleines Schild mit dem Balken, oft auch ohne Schild.
  - Das Arnshaugische Wappen ist in das Sachsen-Weimarische Wappen und das Burgauische in das alte Jenaische Amtssiegel aufgenommen worden.
  - Das Arnshaugische Wappen, im Weimarischen Archiv abgemalt, besteht in einem Schilde mit einem schwachen Balken, rechts ein Löwe, links ein altes Schloß und Mauerwerk, auf dem Helm über einem spitzigen Hut ein Pfauenschwanz.[2]

Darstellungen in Siebmachers Wappenbüchern

## Persönlichkeiten
- Hartmann von Lobdeburg
- Rabodo von Lobdaburg (* nach 1150; † 1176) von 1173–76 Bischof von Speyer

Die bedeutendsten Vertreter des Geschlechts waren die beiden Fürstbischöfe im Bistum Würzburg:
- Otto I. von Lobdeburg (Amtszeit 1207 bis 1223), Fürstbischof in Würzburg
- Hermann I. von Lobdeburg (Amtszeit 1225 bis 1254), Fürstbischof in Würzburg, Neffe des Otto I.
- Otto der Ältere von Bergow (ca. 1356–1414), Burggraf von Prag

## Sonstiges
Die Herren von Lobdeburg erhielten für die Münzstätte zu Jena zeitweise das Münzrecht verliehen und prägten die sogenannten Dynastenbrakteaten.